# Culladia dentilinealis
Culladia dentilinealis là một loài bướm đêm trong họ Crambidae.